# Liste der Flüsse in Luxemburg
Liste der Flüsse in Luxemburg
| Name              | Quelle                                    | Mündungsort              | Vorfluter |
| ----------------- | ----------------------------------------- | ------------------------ | --------- |
| Alzette           | Audun-le-Tiche (F)                        | bei Ettelbrück           | Sauer     |
| Attert            | Thiaumont (B)                             | Colmar-Berg              | Alzette   |
| Klerf             | Huldingen                                 | Kautenbach               | Wiltz     |
| Eisch             | Sélange (B)                               | Mersch                   | Alzette   |
| Gander (Altbach)  | Hellingen (Frisingen)                     | Haute-Kontz (F)          | Mosel     |
| Korn (fr. Chiers) | Oberkorn (Differdingen)                   | Bazeilles (F)            | Maas      |
| Mamer             | Hiwingen/Hivange (Garnich)                | Mersch                   | Alzette   |
| Mosel             | Bussang (F)                               | Koblenz                  | Rhein     |
| Our               | Eichelsberg/Losheimergraben Büllingen (B) | Wallendorf               | Sauer     |
| Sauer             | Vaux-les-Rosières (B)                     | Wasserbillig             | Mosel     |
| Schwarze Ernz     | Rammeldingen/Rameldange (Niederanven)     | Grundhof                 | Sauer     |
| Syr               | Syren (Weiler-la-Tour)                    | Mertert                  | Mosel     |
| Wark              | Grevels (Wahl)                            | Ettelbrück               | Alzette   |
| Weiße Ernz        | Schetzelbour (Grünewald)                  | Reisdorf                 | Sauer     |
| Wiltz             | Bastogne (B)                              | Goebelsmühle (Burscheid) | Sauer     |

Die Hauptgewässer Luxemburgs, die ein über 70 km² Einzugsgebiet haben: die Clerve, die Wiltz, die Sauer, die Wark, die Mamer, die Eisch, die Alzette, die Mosel, die Syr, die Schwarze Ernz, die Weiße Ernz, die Our und die Korn. 

## Quelle
- Eau Geoportal Luxembourg